# Red Wing (Minnesota)
Red Wing is een plaats (city) in de Amerikaanse staat Minnesota, en valt bestuurlijk gezien onder Goodhue County.

## Demografie
Bij de volkstelling in 2000 werd het aantal inwoners vastgesteld op 16.116.
In 2006 is het aantal inwoners door het United States Census Bureau geschat op 15.754, een daling van 362 (-2.2%).

## Geografie
Volgens het United States Census Bureau beslaat de plaats een oppervlakte van
107,2 km², waarvan 91,7 km² land en 15,5 km² water. Red Wing ligt op ongeveer 226 m boven zeeniveau.

## Geboren
- Patrick Flueger (10 december 1983), acteur en muzikant

## Plaatsen in de nabije omgeving
De onderstaande figuur toont nabijgelegen plaatsen in een straal van 24 km rond Red Wing.